# Interkirchlicher Friedensrat
Der Interkirchliche Friedensrat (Interkerkelijk Vredesberaad, IKV) ist eine niederländische Friedensorganisation, die 1966 von Vertretern von neun christlichen Kirchen der Niederlande gegründet wurde. Besonders bekannt wurde die Organisation 1977–1983 durch ihre Kampagnen und zahlreiche Demonstrationen gegen die Neutronenbombe und gegen die Stationierung von atomaren Mittelstreckenraketen in Mitteleuropa im Zuge des sog. NATO-Doppelbeschlusses. Der IKV spielte 1981 eine wichtige Rolle bei der Planung der Friedensdemonstration im Bonner Hofgarten 1981, der Friedensdemonstration in Amsterdam 1981 und der Friedensdemonstration in Brüssel 1981. Der IKV war einer der Organisatoren der Friedensdemonstration in Den Haag am 29. Oktober 1983; mit rund 550.000 Teilnehmern gilt sie als größte Demonstration in der niederländischen Geschichte. 2007 schloss sich der IKV mit Pax Christi zusammen.
Vorsitzender des IKV war 1977–1985 der Psychologe und Friedensforscher Ben ter Veer.